# Kerkelijk hoogleraar
Een kerkelijk hoogleraar was een door de Nederlandse Hervormde Kerk of een ander protestants kerkgenootschap aangestelde (maar door de rijksoverheid betaalde) hoogleraar in de theologie die aan een van de rijksuniversiteiten (Leiden, Utrecht, Groningen) of de (eveneens openbare) Universiteit van Amsterdam belast was met de opleiding tot predikant. Deze 'kerkelijke opleiding' bestond uit vakken die nauw verband hielden met de beroepspraktijk in het betreffende kerkgenootschap (bijvoorbeeld praktische theologie), met zijn geloofsleer (dogmatiek) en zedeleer (christelijke ethiek). Ze stond daarom enisgzins los van de 'staatsopleiding' die verzorgd werd door door de eigenlijke, levensbeschouwelijk neutrale theologsche faculteit. Lange tijd was ze alleen toegankelijk voor studenten die met goed gevolg kandidaatsexamen theologie hadden afgelegd. 
De functie werd in het leven geroepen in 1876 en vastgelegd in de Wet op het Hoger Onderwijs na een lange, moeizame discussie over de positie van godgeleerdheid binnen het hoger onderwijs. Op advies van van de commissie-Opzoomer/Hofstede de Groot werd het duplex ordo unius facultatis-model ('duplex ordo') ingevoerd. Daarmee behield de Faculteit der Godgeleerheid haar eeuwenoude naam maar werd in feite een faculteit der godsdienst- of religiewetenschap: het studievak 'Oude Testament' werd hernoemd tot 'Letterkunde, geschiedenis en godsdiensten van Oud-Israël', 'Nieuwe Testament' tot 'vroeg-christelijke letterkunde', 'Kerkgeschiedenis' tot 'Geschiedenis van het christendom' en daarnaast werden nieuwe, expliciet godsdienstwetenschappelijke vakken hun intrede. Godsdienstwijsbegeerte en ethiek bleven onderdeel van de 'staatsopleiding' maar dogmatiek, christelijke ethiek en Nederlandse kerkgeschiedenis werden voortaan gedoceerd door de 'kerkelijk hoogleraren'. Dezen werden door de kerkgenootschappen aangesteld en betaald, gesubsidieerd vanuit de rijksoverheid. De 'duplex ordo' verviel in 2010, kort na de vorming van de Protestantse Theologische Universiteit.